# Liste der Baudenkmäler in Grafing bei München

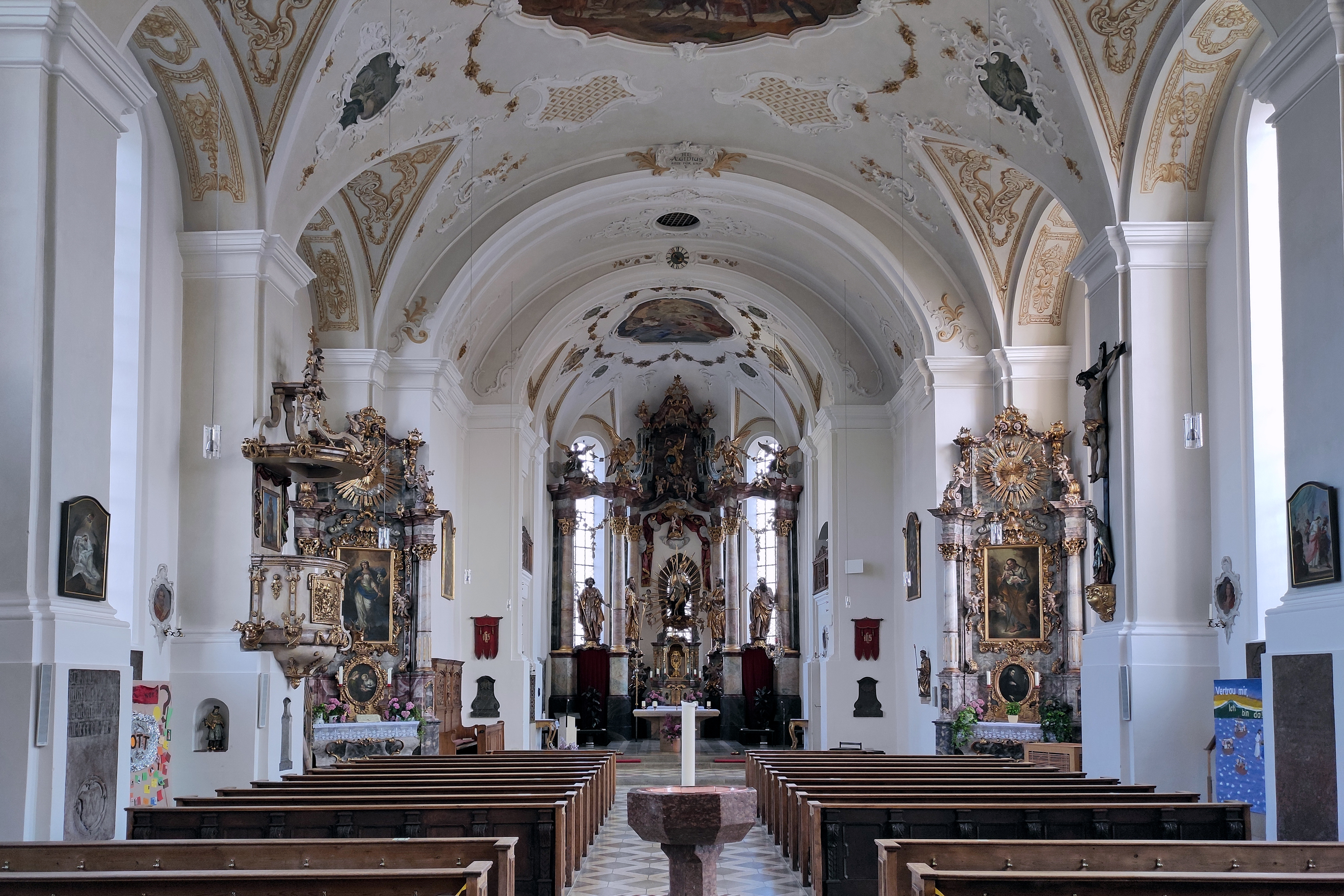
Innenraum von St. Ägidius in Grafing bei München

Auf dieser Seite sind die Baudenkmäler in der oberbayerischen Stadt Grafing bei München zusammengestellt. Diese Tabelle ist eine Teilliste der Liste der Baudenkmäler in Bayern. Grundlage ist die Bayerische Denkmalliste, die auf Basis des Bayerischen Denkmalschutzgesetzes vom 1. Oktober 1973 erstmals erstellt wurde und seither durch das Bayerische Landesamt für Denkmalpflege geführt wird. Die folgenden Angaben ersetzen nicht die rechtsverbindliche Auskunft der Denkmalschutzbehörde.

## Ensemble Marktplatz

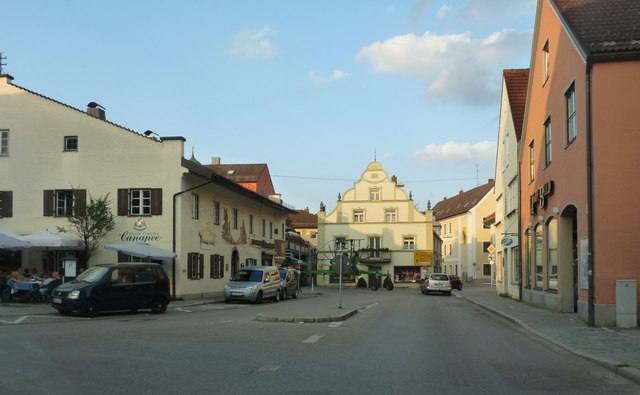
Marktplatz Grafing – unterer Markt

Der Grafinger Marktplatz mit seiner geschlossenen Bebauung, die Häuserzeile Am Urtelbach 1–5 und den nördlichen Abschnitt des Mühlbachs bildet ein Ensemble.
Die Bebauung des Marktplatzes ist nach den Brandkatastrophen 1632 und 1766 weitgehend neu entstanden. Nach 1905 wurden die – bis auf das Grandaueranwesen – meist schlichten giebelständigen, zuweilen durch Erker bereicherten bürgerlichen Häuser in vielen Fällen mit neubarocken Schweifgiebeln, zum Teil auch mit gotisierenden Giebeln versehen. Das Platzbild insgesamt erfuhr damit eine Überformung im Sinne des Historismus, die allerdings zum Teil durch starke Veränderungen in den Erdgeschosszonen der Häuser in neuerer Zeit beeinträchtigt worden ist.
Grafing wird um 1200 erstmals schriftlich erwähnt. Der Ort war ursprünglich eine Siedlung von Lehensleuten der Grafen von Kling, ihm wurde 1376 das Marktrecht und Wappen verliehen. Wohl um 1629 erhielt der Marktplatz dieses unbefestigten altbairischen, 1953 zur Stadt erhobenen Marktortes seine Grundgestalt. Er liegt an einer alten nord-südlichen Durchgangsstraße, die den geschlossen bebauten Platz jedoch in Ost-West-Richtung durchläuft. Das unregelmäßige, nach Westen sich erweiternde Platzrechteck wird durch eine freistehende Häusergruppe in der Mitte in einen oberen Markt im Westen und einen unteren Markt im Osten unterteilt. Die Ausdehnung des Marktplatzes nach Westen wird durch die Lage eines ehemaligen Adelssitzes, des heutigen Wildbräu, bestimmt, dessen schlosshafter barocker Charakter noch heute diesen Bereich beherrscht. Darüber hinaus erstreckt sich der Platz – wenngleich eingeengt auf Straßenbreite – bis an das alte Gerberviertel am Gries.
Bestimmend für den Charakter des oberen Marktes sind außerdem das in die südliche Platzwand eingeschlossene Rathaus mit seinem Dachreiter und neubarocken Schweifgiebel, der gegenüberliegende, achtzehn Fensterachsen lange Traufseitbau des Brauereigasthofs Grandauer aus dem 17. Jahrhundert sowie das barocke Gasthaus Heckerbräu (Reiterbräu). Am kleineren Untermarkt setzen die von der Bürgerschaft 1672 gestiftete, in die nördliche Häuserzeile integrierte barocke Marktkirche zur Hl. Dreifaltigkeit und das Eckhaus Nr. 14 an der Einleitung der Münchner Straße in den Platz
besondere bauliche Akzente.
Aktennummer: E-1-75-122-1

## Baudenkmäler nach Gemeindeteilen

### Grafing
| Lage                              | Objekt                                                                                              | Beschreibung | Akten-Nr.              | Bild                                                               |
| --------------------------------- | --------------------------------------------------------------------------------------------------- | --- | ---------------------- | ------------------------------------------------------------------ |
| Am Stadion (bei Nr. 1) (Standort) | Wegkapelle St. Ägidius                                                                              | Neugotischer offener Backsteinbau mit dreiseitigem Schluss, 1890; mit Ausstattung | D-1-75-122-10 Wikidata | Wegkapelle St. Ägidius                                             |
| Am Urtelbach 3 (Standort)         | Ehemaliges Handwerkerhaus (sogenannt beim Gallusmetzger)                                            | Breitgelagerter zweigeschossiger Traufseitbau mit flachem Satteldach, im Kern 17./18. Jahrhundert, geschwungener neubarocker Giebel nach 1905 | D-1-75-122-2 Wikidata  | weitere Bilder                                                     |
| Bergstraße 31 (Standort)          | Wohnteil des ehemaligen Bauernhofs (sogenannt beim Wagner)                                          | Zweigeschossiger Blockbau mit flachem Satteldach, zum Teil verbrettert, Mitte 18. Jahrhundert | D-1-75-122-3 Wikidata  | Wohnteil des ehemaligen Bauernhofs (sogenannt beim Wagner)         |
| Griesstraße 18 (Standort)         | Ehemalige Gerberei Enthammer (sogenannt beim Hausloderer)                                           | Giebelseitiger zweigeschossiger Satteldachbau mit Krangaube, nach 1766, Schweifgiebel, neubarocke Putzgliederung und traufseitige Holzgalerie Ende 19./Anfang 20. Jahrhundert; Einfriedung mit Torbogen, verputzt, um 1900; Ehemalige Nebengebäude, breiter erdgeschossiger Massivbau mit Art-Deco-Giebel, 1910/20 | D-1-75-122-5 Wikidata  | Ehemalige Gerberei Enthammer (sogenannt beim Hausloderer)          |
| Griesstraße 20 (Standort)         | Ehemalige Färberei (sogenannt beim Hausfärber)                                                      | Dreigeschossiger Giebelbau mit flachem Satteldach, nach 1766, neubarocker Volutengiebel und Putzgliederung um 1905 | D-1-75-122-6 Wikidata  | Ehemalige Färberei (sogenannt beim Hausfärber)                     |
| Griesstraße 22 (Standort)         | Ehemalige Gerberei (sogenannt beim Thalmalederer)                                                   | Zweigeschossiger Giebelbau mit Satteldach und barockem Portal, nach 1766 | D-1-75-122-8 Wikidata  | Ehemalige Gerberei (sogenannt beim Thalmalederer)                  |
| Hammerschmiede 1 (Standort)       | Ehemalige Grenzsäule                                                                                | Aus Tuffstein, wohl 17. Jahrhundert | D-1-75-122-4 Wikidata  | BW                                                                 |
| Hammerschmiede 19 (Standort)      | Ehemalige Hammerschmiede                                                                            | Zweigeschossiger Putzbau mit steilem Satteldach und Geschossgliederung, 1664, wohl 1757 nach Brand neu erbaut, Äußeres 2. Viertel 19. Jahrhundert; Reste der technischen Einrichtung | D-1-75-122-9 Wikidata  | Ehemalige Hammerschmiede                                           |
| Kirchenplatz 4 (Standort)         | Pfarrhaus                                                                                           | Schlichter zweigeschossiger Putzbau mit steilem Satteldach, im Kern 17./18. Jahrhundert, äußere Erscheinung Mitte 19. Jahrhundert | D-1-75-122-12 Wikidata | weitere Bilder                                                     |
| Kirchenplatz 5 (Standort)         | Katholische Pfarrkirche St. Ägidius                                                                 | Barocker Saalbau mit Lisenengliederung, leicht eingezogenem Polygonalchor und südlichem Flankenturm mit Zwiebelhaube, Neubau von Thomas Mayr 1692, Chor auf gotischen Fundamenten, Verlängerung nach Westen und Unterkirche von Hans Schurr 1903/04; mit Ausstattung; Friedhofsmauer, verputzter Backstein mit eingelassenen Grabsteinen, 18. Jahrhundert; Leichenhaus und Aussegnungshalle, neubarocker Putzbau mit polygonaler Vorhalle und Dachreiter mit Zwiebelhaube, um 1903 | D-1-75-122-11 Wikidata | weitere Bilder                                                     |
| Leonhardstraße 1 (Standort)       | Katholische Filialkirche St. Leonhard                                                               | Kleiner schlichter Saalbau mit stark eingezogenem Polygonalchor, im Kern spätgotisch um 1400, barocke Umgestaltung nach Brand durch Thomas Mayr um 1700, Chorturm mit Zwiebelhaube 1720; mit Ausstattung | D-1-75-122-13 Wikidata | weitere Bilder                                                     |
| Marktplatz (Standort)             | Mariensäule und Kriegerdenkmal                                                                      | Historisierende Säule auf hohem Postament mit Marienfigur, 1923 | D-1-75-122-15 Wikidata | weitere Bilder                                                     |
| Marktplatz 2 (Standort)           | Ehemaliger Adelssitz, Sitz der Hofmark Eisendorf und Patrimonialgericht Elkofen, Brauerei seit 1499 | Dreigeschossiger barocker Bau mit vorgeblendetem zweigeschossigem Segmentbogengiebel, Putzgliederung, vier Ecktürmchen und zweigeschossigem Segmentbogengiebel, im Kern wohl 1616, neu gestaltet 1746, Brauerei-Ausleger, schmiedeeisern, bezeichnet 1793; Nebengebäude, zweigeschossiger Traufseitbau mit vorgeblendetem Segmentbogengiebel, bezeichnet 1790, neubarock überformt 1896; Ehemaliger Einfirsthof zum Eglmüller, dann Brauerei-Nebengebäude, zweigeschossiger Putzbau mit flachem Satteldach und neubarocker Putzgliederung und Schweifgiebel, im Kern 18. Jahrhundert, Umgestaltung Ende 19. Jahrhundert | D-1-75-122-16 Wikidata | weitere Bilder                                                     |
| Marktplatz 3 (Standort)           | Wohn- und Geschäftshaus (sogenannt beim Uhrmacher)                                                  | Zweigeschossiger Giebelbau mit vorkragendem Flachsatteldach, barocken Putzgliederungen und Steherkern an den giebelseitigen Ecken, Ende 17. Jahrhundert | D-1-75-122-18 Wikidata | weitere Bilder                                                     |
| Marktplatz 4, 4 a (Standort)      | Ehemaliger Gasthof                                                                                  | Langgestreckter zweigeschossiger Traufseitbau mit Standerker und Krüppelwalmdach, um 1700, Teil des westlichen Rückgebäudes, zweigeschossig, 17./18. Jahrhundert | D-1-75-122-19 Wikidata | Ehemaliger Gasthof                                                 |
| Marktplatz 5 (Standort)           | Wohn- und Geschäftshaus (sogenannt beim Handelsmann bzw. Vazanini)                                  | Zweigeschossiger breiter Walmdachbau mit zentraler Pforte und Eckrustika, im barocken Stil, wohl nach 1766 | D-1-75-122-20 Wikidata | Wohn- und Geschäftshaus (sogenannt beim Handelsmann bzw. Vazanini) |
| Marktplatz 10 (Standort)          | Katholische Marktkirche Hl. Dreifaltigkeit                                                          | Saalbau mit leicht eingezogenem Polygonalchor, massivem Dachreiter mit Spindelhelm und seitlichem Walmdachanbau, von Gallus Mayr, 1672; mit Ausstattung | D-1-75-122-21 Wikidata | weitere Bilder                                                     |
| Marktplatz 14, 14 1/2 (Standort)  | Ehemaliges Handwerkerhaus (sogenannt beim Kistler)                                                  | Zweigeschossiger Eckbau mit flachem Satteldach und Eckerker, im Kern 2. Hälfte 17. Jahrhundert, erneuert 1771 und Anfang 20. Jahrhundert | D-1-75-122-22 Wikidata | weitere Bilder                                                     |
| Marktplatz 23 (Standort)          | Wohn- und Geschäftshaus (sogenannt beim Kirschner)                                                  | Zweigeschossiger Giebelbau mit flachem Satteldach, im Kern 18. Jahrhundert, neubarocker Schweifgiebel nach 1905 | D-1-75-122-24 Wikidata | Wohn- und Geschäftshaus (sogenannt beim Kirschner)                 |
| Marktplatz 26 (Standort)          | Gasthaus                                                                                            | Breiter zweigeschossiger Giebelbau mit flachem Satteldach, Steherker, sowie Hausfigur St. Georg in Nische, nach 1632, nach 1766 erneuert, neubarocker Schweifgiebel nach 1905 | D-1-75-122-26 Wikidata | weitere Bilder                                                     |
| Marktplatz 28 (Standort)          | Rathaus                                                                                             | Breiter zweigeschossiger Giebelbau mit Satteldach und massivem Dachreiter mit Zwiebelhaube, Neubau nach Brand 1768, barockisierender Schweifgiebel 1888/89 | D-1-75-122-27 Wikidata | weitere Bilder                                                     |
| Münchener Straße 2 (Standort)     | Wohn- und Geschäftshaus                                                                             | zweigeschossiges Giebelhaus mit Satteldach und neubarockem Schweifgiebel und Balkon, im Kern wohl 18. Jh., bez. 1902. | D-1-75-122-82          | Wohn- und Geschäftshaus                                            |
| Nähe Schloßstraße (Standort)      | Bildstock oder Grenzsäule                                                                           | Tuffpfeiler auf breitem Sockel mit Laterne und spitzer Bekrönung, 2. Hälfte 16. Jahrhundert | D-1-75-122-32 Wikidata | Bildstock oder Grenzsäule                                          |
| Rosenheimer Straße 36 (Standort)  | Wegkapelle                                                                                          | Schmale verputzte Nischenanlage in historisierender Form, Ende 19. Jahrhundert; mit Ausstattung | D-1-75-122-30 Wikidata | Wegkapelle                                                         |
| Rotter Straße 1 (Standort)        | Ehemaliges Arzt- und Wohnhaus (sogenanntes Hörmüller-Haus)                                          | Dreiseitig freistehender Flachsatteldachbau mit zwei Geschossen und barockisierender Putzgliederung, 1905; Garteneinfriedung, schmiedeeisern, wohl gleichzeitig | D-1-75-122-65 Wikidata | weitere Bilder                                                     |
| Rotter Straße 11 (Standort)       | Wohn- und Geschäftshaus des Mühlen- und Maschinenbauers Josef Stürzer                               | Zweigeschossiger Putzbau mit Kniestock und Satteldach, giebelseitiger Laube, Figurennische mit hl. Joseph und Krangaube, bezeichnet 1899 | D-1-75-122-64 Wikidata | weitere Bilder                                                     |

### Baumgartenmühle
| Lage                         | Objekt          | Beschreibung | Akten-Nr.     | Bild           |
| ---------------------------- | --------------- | --- | ------------- | -------------- |
| Baumgartenmühle 1 (Standort) | Ehemalige Mühle | dreigeschossiger Satteldachbau mit Kniestock und Putzgliederung, segmentbogigen Fenster- und Türöffnungen sowie einer Inschriftentafel, Eingangstür, zweiflügelig in neugotischen Formen mit Steh- und Öffnungsflügel, bez. 1899. | D-1-75-122-85 | weitere Bilder |

### Dichau
| Lage                        | Objekt                                                                 | Beschreibung | Akten-Nr.              | Bild                                                                   |
| --------------------------- | ---------------------------------------------------------------------- | --- | ---------------------- | ---------------------------------------------------------------------- |
| Georgenstraße 15 (Standort) | Wohnteil des Einfirsthofes und ehemaligen Hube (sogenannt beim Sprinz) | Zweigeschossiger Putzbau mit flachem Satteldach und Hochlaube, 1. Hälfte 19. Jahrhundert                          | D-1-75-122-34 Wikidata | Wohnteil des Einfirsthofes und ehemaligen Hube (sogenannt beim Sprinz) |
| Hochfeldstraße 9 (Standort) | Ehemaliger Kleinbauernhof (sogenannt beim Nitzl)                       | Zweigeschossiger Einfirsthof mit flachem Satteldach und zweigeschossigem Blockbau-Wohnteil, Mitte 18. Jahrhundert | D-1-75-122-35 Wikidata | Ehemaliger Kleinbauernhof (sogenannt beim Nitzl)                       |

### Eisendorf
| Lage                             | Objekt  | Beschreibung | Akten-Nr.              | Bild           |
| -------------------------------- | ------- | --- | ---------------------- | -------------- |
| Eisendorfer Straße 19 (Standort) | Kapelle | Kleiner zentralisierender Einraum mit dreiseitigen Schlüssen, im Kern 15. Jahrhundert, Dachreiter modern; mit Ausstattung | D-1-75-122-36 Wikidata | weitere Bilder |

### Gasteig
| Lage                  | Objekt                       | Beschreibung                                                 | Akten-Nr.              | Bild                         |
| --------------------- | ---------------------------- | ------------------------------------------------------------ | ---------------------- | ---------------------------- |
| Gasteig 24 (Standort) | Hofkapelle mit Lourdesgrotte | Kleiner historisierender Putzbau mit rundem Schluss, um 1900 | D-1-75-122-39 Wikidata | Hofkapelle mit Lourdesgrotte |

### Hesselfurt
| Lage                               | Objekt                                     | Beschreibung                                                                   | Akten-Nr.              | Bild           |
| ---------------------------------- | ------------------------------------------ | ------------------------------------------------------------------------------ | ---------------------- | -------------- |
| Bernau, Münchner Straße (Standort) | Wegkapelle, sogenannte Seeschneiderkapelle | Schlichter verputzter Einraum mit dreiseitigem Schluss, Anfang 20. Jahrhundert | D-1-75-122-40 Wikidata | weitere Bilder |

### Katzenreuth
| Lage                     | Objekt                                                 | Beschreibung | Akten-Nr.              | Bild                                                   |
| ------------------------ | ------------------------------------------------------ | --- | ---------------------- | ------------------------------------------------------ |
| Katzenreuth 3 (Standort) | Ehemaliger Einfirsthof und Hube (sogenannt beim Pauli) | Zweigeschossiger Mitterstallbau mit flachem Satteldach, Putzgliederung und Bundwerk am Wirtschaftsteil, um 1850/60 | D-1-75-122-41 Wikidata | Ehemaliger Einfirsthof und Hube (sogenannt beim Pauli) |

### Loch
| Lage             | Objekt      | Beschreibung                                                                  | Akten-Nr.              | Bild           |
| ---------------- | ----------- | ----------------------------------------------------------------------------- | ---------------------- | -------------- |
| Leite (Standort) | Flurkapelle | Gotisierender Backsteinbau mit dreiseitigem Schluss, 1892/93; mit Ausstattung | D-1-75-122-42 Wikidata | weitere Bilder |

### Nettelkofen
| Lage                      | Objekt              | Beschreibung                                                        | Akten-Nr.              | Bild                |
| ------------------------- | ------------------- | ------------------------------------------------------------------- | ---------------------- | ------------------- |
| Bernauer Feld (Standort)  | Kruzifix            | Schmiedeeisernes Kreuz mit gusseisernem Korpus, 19./20. Jahrhundert | D-1-75-122-44 Wikidata | Kruzifix            |
| Nettelkofen 13 (Standort) | Kapellenausstattung | Ausstattung in neuem Kapellenbau                                    | D-1-75-122-43 Wikidata | Kapellenausstattung |

### Oberelkofen
| Lage                               | Objekt                                                | Beschreibung | Akten-Nr.              | Bild                                                  |
| ---------------------------------- | ----------------------------------------------------- | --- | ---------------------- | ----------------------------------------------------- |
| Hochreiterweg 2 (Standort)         | Ehemaliger Bauernhof (sogenannt beim Asnhuber)        | Zweigeschossiger unverputzter Einfirsthof mit flachem Satteldach und Bundwerkgiebel, 2. Viertel 19. Jahrhundert | D-1-75-122-49 Wikidata | weitere Bilder                                        |
| Oberelkofener Straße 4 (Standort)  | Ehemaliges Schulhaus in Oberelkofen                   | zweigeschossiger Halbwalmdachbau mit geschweiftem Zwerchhaus, Eingangsvorbau und Putzbändern, nach Plänen des Bezirksbaumeisters Emil von Scala, 1907/08. | D-1-75-122-84          | weitere Bilder                                        |
| Oberelkofener Straße 11 (Standort) | Ehemaliger Einfirsthof (sogenannt beim Irlbauer)      | Zweigeschossiger unverputzter Mitterstallbau aus Tuffsteinquadern, mit flachem Satteldach, Ziegelgliederungen und Bundwerk, 2. Viertel 19. Jahrhundert | D-1-75-122-50 Wikidata | weitere Bilder                                        |
| St.-Martin-Weg 2 (Standort)        | Ehemaliger Doppelbauernhof (sogenannt beim Kistler)   | Zweigeschossiger Putzbau mit Satteldach, profilierten Balkenköpfen und Bundwerk am Wirtschaftsteil, 2. Viertel 19. Jahrhundert | D-1-75-122-47 Wikidata | weitere Bilder                                        |
| St.-Martin-Weg 5 (Standort)        | Katholische Filialkirche St. Martin                   | Schlichter Saalbau mit geradem Chorschluss, Vorzeichen und massivem Fassadenreiter mit Zwiebelhaube, im Kern 13./14. Jahrhundert, weitestgehende Erneuerung 1635, Erweiterung 1. Hälfte 18. Jahrhundert, an Choraußenwand Grabdenkmal Joseph von Hazzi (1768–1845); mit Ausstattung; Friedhof mit Tuffsteinummauerung des 17./18. Jahrhundert, Gruftkapelle von Rechberg-Rothenlöwen um 1901, und gräflichem Friedhof mit Grabdenkmälern 2. Hälfte 19. Jahrhundert und 20. Jahrhundert | D-1-75-122-45 Wikidata | weitere Bilder                                        |
| St.-Martin-Weg 7 (Standort)        | Ehemaliger Stadel                                     | Hoher Flachsatteldachbau auf massivem Fundament mit Bundwerk und weitem Dachvorstand, dendrochronologisch datiert 1863 | D-1-75-122-46 Wikidata | weitere Bilder                                        |
| St.-Martin-Weg 16 (Standort)       | Wohnhaus (sogenannt beim Wassermann bzw. Wasserhäusl) | Zweigeschossiger verputzter Kubus mit Zeltdach und Dachreiter, Erscheinung barock, im Kern wohl mittelalterlich | D-1-75-122-51 Wikidata | Wohnhaus (sogenannt beim Wassermann bzw. Wasserhäusl) |

### Straußdorf
| Lage                          | Objekt                                                    | Beschreibung | Akten-Nr.              | Bild                                                      |
| ----------------------------- | --------------------------------------------------------- | --- | ---------------------- | --------------------------------------------------------- |
| Blumenstraße 7 a (Standort)   | Bundwerk am Tennentor                                     | Bundwerk am Tennentor des sogenannten Wagner-Hofs, bezeichnet 1791 | D-1-75-122-54 Wikidata | weitere Bilder                                            |
| Grafinger Straße 4 (Standort) | Katholische Pfarrkirche St. Johann Baptist                | Kleiner barocker Saalbau mit eingezogener Apsis, Lisenengliederung und nördlichem Flankenturm mit Zwiebelhaube, von Thomas Mayr, 1698; mit Ausstattung                                 | D-1-75-122-52 Wikidata | weitere Bilder                                            |
| Grafinger Straße 6 (Standort) | Ehemaliger Pfarrhof                                       | Langgestreckte zweigeschossige Einfirstanlage mit Flachsatteldach, massiver Wohnteil mit erkerartigen Ausbauten und Wirtschaftsteil mit zwei Tennen und Bundwerk, wohl 18. Jahrhundert | D-1-75-122-55 Wikidata | Ehemaliger Pfarrhof                                       |
| Grafinger Straße 8 (Standort) | Ehemaliger Bauernhof (sogenannt beim Huber)               | Zweigeschossige Einfirstanlage mit flachem Satteldach und Putzgliederung, 18. Jahrhundert, langgestreckter Wirtschaftsteil mit Querstadel und Bundwerk, bezeichnet 1830                | D-1-75-122-56 Wikidata | Ehemaliger Bauernhof (sogenannt beim Huber)               |
| Nähe Moosstraße (Standort)    | Brunnenkapelle (sogenannte Marien- bzw. Bründlingkapelle) | Offene verputzte Nischenanlage über einer Quelle, mit steilem Satteldach und verbrettertem Giebel, 1. Hälfte 19. Jahrhundert, teilweise erneuert 1980/81; mit Ausstattung              | D-1-75-122-53 Wikidata | Brunnenkapelle (sogenannte Marien- bzw. Bründlingkapelle) |

### Unterelkofen
| Lage                             | Objekt                                                              | Beschreibung | Akten-Nr.              | Bild                                                                |
| -------------------------------- | ------------------------------------------------------------------- | --- | ---------------------- | ------------------------------------------------------------------- |
| Graf-Ernst-Straße 4 (Standort)   | Ehemaliges Kleinbauernhaus (sogenannter Müller am Berg bzw. Hilger) | Zweigeschossiger verputzter Einfirsthof mit flachem Satteldach, traufseitiger Laube und Wirtschaftsteil mit Bundwerk, um 1830/40, teilweise modern umgebaut | D-1-75-122-60 Wikidata | Ehemaliges Kleinbauernhaus (sogenannter Müller am Berg bzw. Hilger) |
| Graf-Ernst-Straße 14 (Standort)  | Schlossgaststätte (sogenannter Schlosswirt)                         | Zweigeschossiger verputzter Gaststätten- und Wohnteil eines ehemaligen Einfirsthofes mit flachem Satteldach und profilierten Balkenköpfen, wohl noch 18. Jahrhundert; mit Ausstattung | D-1-75-122-61 Wikidata | weitere Bilder                                                      |
| Graf-Ernst-Straße 16 (Standort)  | Gutsinspektion der Grafen von Rechberg                              | Zweieinhalbgeschossiger Putzbau mit flachem Walmdach, Segmentbogenfenstern und hölzernem Balkon, im Stil der Neurenaissance, Mitte 19. Jahrhundert; Ehemalige Gartenanlage mit Stützmauern, gleichzeitig | D-1-75-122-63 Wikidata | weitere Bilder                                                      |
| Schloss Elkofen 1 (Standort)     | Höhenburganlage (sogenanntes Schloss Elkofen)                       | begonnen im 11. Jahrhundert, bestehend aus oberem Burghof mit Bergfried, Palas, Kemenate, Dürnitzstock und Wehrgang, meist spätgotisch, 14.–16. Jahrhundert, teilweise Neubau durch Gabriel von Seidl 1885, Vorburg mit Schlosskapelle St. Georg von 1516, Toreinfahrten und Nebengebäuden meist des 17. Jahrhunderts, zum Teil neu gestaltet und erweitert im 19. Jahrhundert; Burgbefestigung mit ehemaligem Wassergraben und Auffahrten | D-1-75-122-57 Wikidata | weitere Bilder                                                      |
| Schlossweberstraße 4 (Standort)  | Wohnhaus                                                            | Zweigeschossiger verputzter Flachsatteldachbau mit vorgezogenem Giebelteil und Resten barocker Wandgemälde, Ende 18. Jahrhundert | D-1-75-122-62 Wikidata | weitere Bilder                                                      |
| Schlossweberstraße 9 (Standort)  | Ehemalige Schmiede: Wohnhaus                                        | Zweigeschossiger Putzbau mit Putzgliederungen und Flachsatteldach, bezeichnet 1850; Ehemalige Schmiedewerkstatt, erdgeschossiger Satteldachbau mit Putzgliederungen, bezeichnet 1830 | D-1-75-122-59 Wikidata | weitere Bilder                                                      |
| Schlossweberstraße 17 (Standort) | Wohnteil des ehemaligen Kleinbauernhauses (sogenannt beim Krammer)  | Zweigeschossiger Blockbau mit Satteldach und verbrettertem Giebel, 1. Hälfte 19. Jahrhundert | D-1-75-122-58 Wikidata | weitere Bilder                                                      |

### Wiesham
| Lage                                        | Objekt    | Beschreibung         | Akten-Nr.              | Bild |
| ------------------------------------------- | --------- | -------------------- | ---------------------- | ---- |
| Grafinger Feld, südlich des Orts (Standort) | Bildstock | wohl 17. Jahrhundert | D-1-75-122-33 Wikidata | BW   |

## Ehemalige Baudenkmäler
In diesem Abschnitt sind Objekte aufgeführt, die früher einmal in der Denkmalliste eingetragen waren, jetzt aber nicht mehr. Objekte, die in anderem Zusammenhang also z. B. als Teil eines Baudenkmals weiter eingetragen sind, sollen hier nicht aufgeführt werden. Aktennummern in diesem Abschnitt sind ehemalige, jetzt nicht mehr gültige Aktennummern.

| Lage                                          | Objekt                                                                      | Beschreibung | Akten-Nr.              | Bild                   |
| --------------------------------------------- | --------------------------------------------------------------------------- | --- | ---------------------- | ---------------------- |
| Grafing Griesstraße 21 (Standort)             | Handwerkerhaus                                                              | Ehemaliges Weißgerberhaus, stattliches dreigeschossiges Giebelhaus, nach 1766 | D-1-75-122-7 Wikidata  | Handwerkerhaus         |
| Grafing Marktplatz 15 (Standort)              | Inschrifttafel                                                              | bezeichnet 1829; an der Traufseite zur Lederergasse. | D-1-75-122-23 Wikidata | Inschrifttafel         |
| Grafing Marktplatz 25 (Standort)              | Ehemalige Nebengebäude                                                      | Zweigeschossiger Giebelbau mit flachem Satteldach, 18. Jahrhundert, Tordurchfahrt 2. Viertel 19. Jahrhundert, neubarocker Schweifgiebel nach 1905                                 | D-1-75-122-25 Wikidata | Ehemalige Nebengebäude |
| Grafing Marktplatz 29 (Standort)              | Geschäftshaus                                                               | Ehemaliges Bürgerhaus („Bruckenbäck“), stattlicher Giebelbau, im Kern 17./18. Jahrhundert, neubarocker Schweifgiebel nach 1905; um 1992/94 zum Wohn- und Geschäftshaus ausgebaut. | D-1-75-122-28 Wikidata | Geschäftshaus          |
| Eisendorf Seeweg 11, 13, 15 (Standort)        | Wallanlage und Burgstall der ehemaligen Wasserburg (sogenannt beim Fischer) | Mittelalterliche Kelleranlagen sowie Wall- und Grabenanlage rings um das Anwesen                                                                                                  | D-1-75-122-37 Wikidata | BW                     |
| Gasteig Gasteig 4 (Standort)                  | Bundwerk                                                                    | Bundwerk am Wirtschaftsteil, 2. Viertel 19. Jahrhundert | D-1-75-122-38 Wikidata | Bundwerk               |
| Oberelkofen Oberelkofener Straße 5 (Standort) | Bauernhaus                                                                  | Bundwerk am Wirtschaftsteil, 1. Drittel 19. Jahrhundert | D-1-75-122-48 Wikidata | Bauernhaus             |